# Coprinellus sassii
Coprinellus sassii es una especie de hongo en la familia  Psathyrellaceae. Fue descrito por primera vez en 1952 por los micólogos M. Lange y Alexander H. Smith como Coprinus sassii, y posteriormente fue transferido al género Coprinellus en 2001.